# Bo Ericson
Bo Evert Ericson (né le 28 janvier 1919 à Göteborg - mort le 14 février 1970 à Karlstad) est un athlète suédois, spécialiste du lancer du marteau.

## Biographie
Aux Championnats d'Europe de 1946, Bo Ericson remporte le concours du lancer du marteau devant son compatriote Erik Johansson et le Britannique Duncan Clark.

### Palmarès
| Date | Compétition           | Lieu    | Résultat | Performance |
| ---- | --------------------- | ------- | -------- | ----------- |
| 1946 | Championnats d'Europe | Oslo    | 1er      | 56,44 m     |
| 1948 | Jeux olympiques       | Londres | 6e       | 52,98 m     |

### Records
| Épreuve           | Performance | Lieu | Date |
| ----------------- | ----------- | ---- | ---- |
| Lancer du marteau | 57,19 m     | —    | 1947 |